# 东德—苏联关系
东德—苏联关系指的是德意志民主共和国和苏维埃社会主义共和国联盟之间的双边关系。两国都曾经是经互会的成员国，在冷战期间皆属于东方集团，并且两国现今均已不复存在。

## 历史
1945年，纳粹德国战败，第二次世界大战结束。根据波茨坦会议的讨论结果，德国将被一分为四，分别由四个战胜国瓜分占领，并合组一个最高管理单位盟国管制理事会来治理德国事务。不过由于双方意识形态的差异，以美国为首的西方国家和以苏联为首的东方集团冲突加剧。1948年6月20日，英法美三国在西方占领区进行了货币整合并发行西德马克，但是没有让苏联参与。作为回应，苏联决定在占领区内发行东德马克。这一事件象征着双方分裂的开始，紧接着西德和东德分别于5月23日和10月7日宣布成立。
东德成立初期一直以苏联为榜样进行建设，其中包括工业国有化以及农业集体化。1953年斯大林去世，此后斯大林的继任者决定缓和与西方国家的紧张关系，于此同时东德的经济政策也得以放缓。不过在此后几十年里东德一直都是苏联最忠实的伙伴，直到冷战结束。
1990年，美、苏、英、法以及东西德六国签署《最终解决德国问题条约》，两德宣告统一。而后苏联于1991年12月26日宣告解体，不过俄罗斯军队依然驻扎在德国境内直到1994年6月25日才撤军。

## 经贸
两国均属经互会成员国，其中苏联为东德最重要的贸易伙伴。苏联主要向东德出口石油产品，而东德主要向苏联出口机械设备。1961年，东德从苏联共进口45亿可兑换马克的商品，出口了38亿可兑换马克的商品。到了1978年，东德从苏联共进口197亿可兑换马克的商品，出口了183亿可兑换马克的商品。1979年，全东德65.9%的煤炭、37%的焦炭、89.1%的原油、78.2%的金属薄板、99.1%的木材以及85.4%的棉花均从苏联进口。而在1979年，苏联所有进口机械设备中大约有18.8%进口自东德。在1979年10月5日东德建国30周年之际，勃列日涅夫对东德进行国事访问并签署了一项为期十年的经济互助协定。按照协定，东德需要向苏联提供船舶、机械设备以及化学仪器，而苏联则需要向东德提供燃料及核设施。

## 军事
二战结束后苏联驻德集群正式成立于1945年7月9日，由白俄罗斯第一方面军和白俄罗斯第二方面军构成。一开始其总部位于巴伯尔斯贝格，而后迁至温斯多夫。按照华约官方的说法，苏联驻德部队的战斗力极高并且为攻击型部队，一旦战争爆发，这支部队能够迅速摧毁北约的防御体系。但是随着后来苏联内部的改革，这支部队开始转化为防御型部队，最终在苏联解体后的1994年撤离了德国。